# Sibbertoft
Sibbertoft is een civil parish in het bestuurlijke gebied Daventry, in het Engelse graafschap Northamptonshire met 462 inwoners.

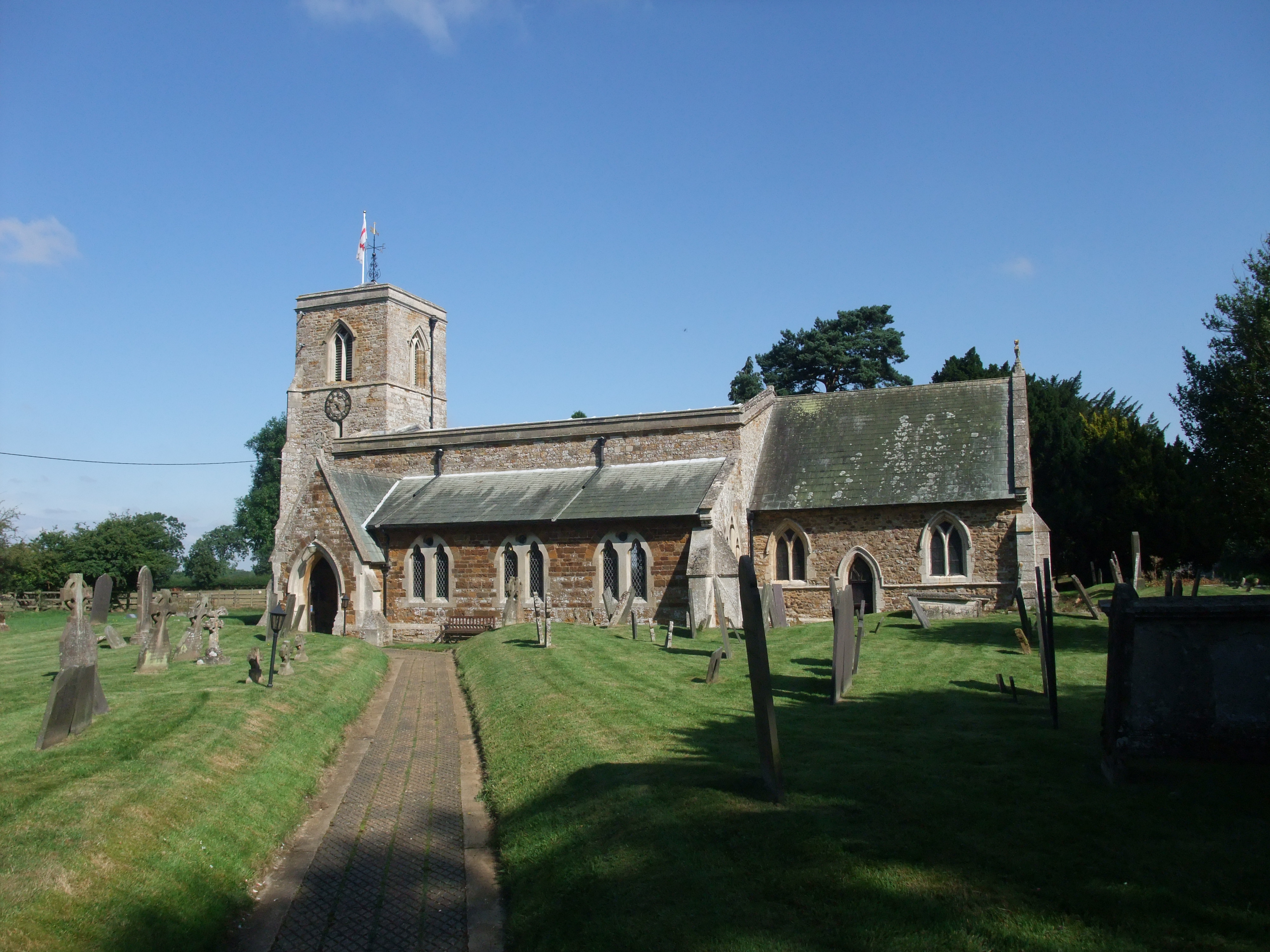
Kerk St. Helen